# 櫻井雄一郎
櫻井 雄一郎（さくらい ゆういちろう、1977年8月6日 - ）は、日本の実業家、格闘技プロモーター、イベントプロデューサー。
有限会社櫻井 代表取締役、株式会社アドヴァンス櫻井 代表取締役、総合格闘技道場 創道塾会長、格闘技団体GLADIATOR会長、KYOKENアマチュアキック会長。
アマチュア部門のアマチュアGLADIATOR、組技大会GLADIATOR CUPのプロデュースも務める。
和歌山県和歌山市出身。

## 来歴
幼少期に地元の空手道場に入門し、約10年の間通う。空手における実績は組手大会の小学3,4年部優勝、同5,6年部優勝。
2010年、和歌山県和歌山市に総合格闘技道場 創道塾を設立。道場名は幼少期に通っていた空手道場の名前から命名した。
同級の友人で総合格闘家の濱田順平を通じて、濱田の所属ジムであるCMA誠ジム会長、ならびにGLADIATOR創立者である諸岡秀克と出会い、GLADIATOR和歌山大会を3度主催する（※2013年10月6日、GLADIATOR62、2014年3月23日 GLADIATOR67、2015年2月22日 GLADIATOR80）。
2016年にGLADIATORを買収し、会長に就任。スポーツアパレルBODYMAKERの全面的バックアップによりプロMMA団体として新体制をスタートさせる。

## 人物
- ベンチプレス過去最高記録は165kg。左利き。